# گروپیوسشتادت
گروپیوسشتادت (به آلمانی: Berlin-Gropiusstadt) یک منطقهٔ مسکونی در آلمان است که در Neukölln واقع شده‌است. گروپیوسشتادت ۳۵٬۸۴۴ نفر جمعیت دارد.